# Manuel Seijas Lozano

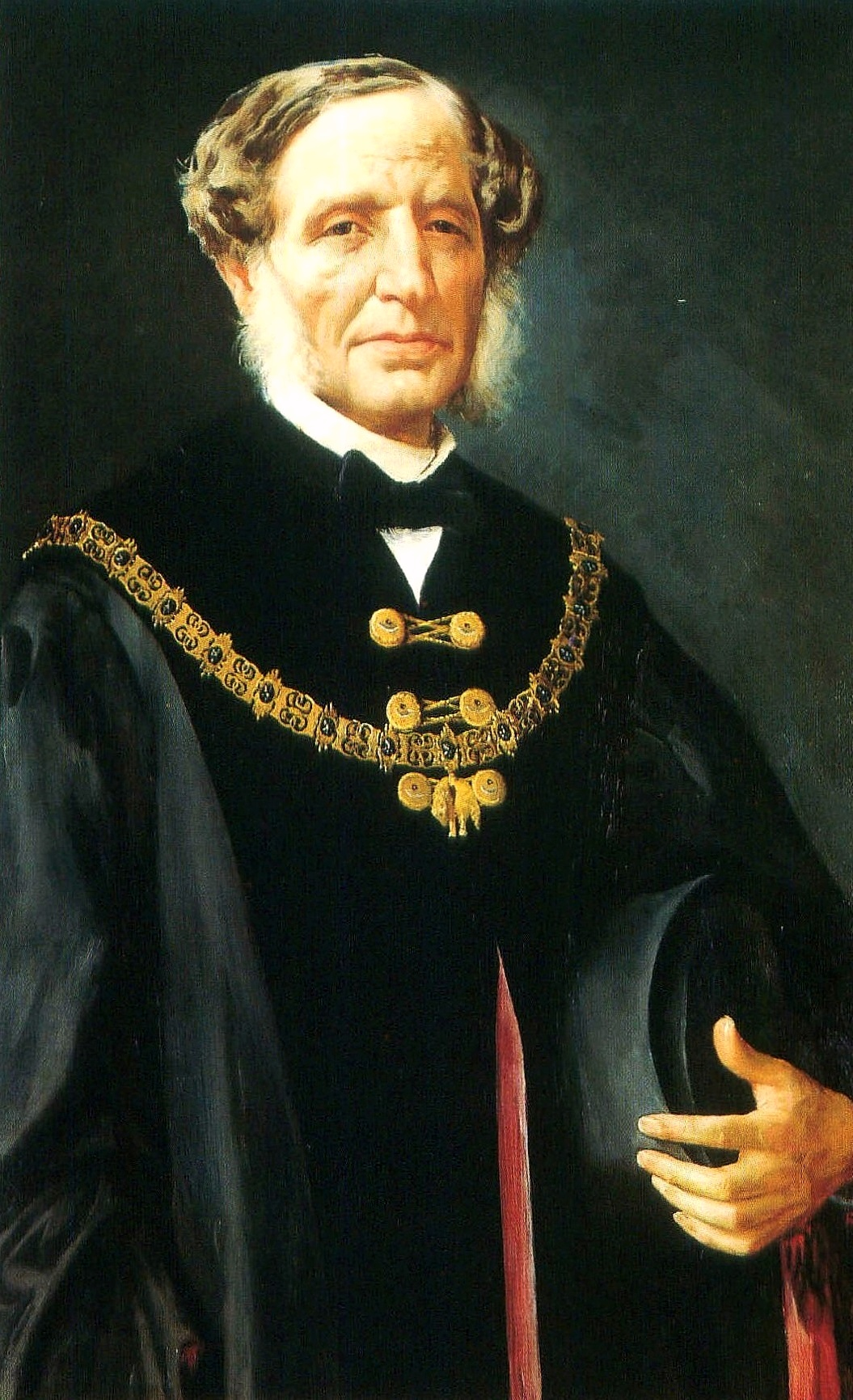
Manuel Seijas Lozano, por Francisco Jover y Casanova. Siglo XIX. (Palacio del Senado, Madrid).

Manuel Seijas Lozano (Almuñécar, 27 de diciembre de 1800– Madrid, 10 de diciembre de 1868) fue un político español.

## Biografía
Estudió derecho en la Universidad de Granada, viviendo en el Real Colegio Mayor de San Bartolomé y Santiago. Pronto se dedicó a la política, ganando un escaño por su provincia natal en las legislaturas de 1837 a 1838, en las de 1845 a 1854 y en las de 1863 a 1868. Muy joven fue designado Decano del Colegio de la Chancillería granadina. Más tarde es designado, ya en Madrid, Fiscal del Tribunal Supremo. Nombrado en 1847 ministro de la Gobernación en el gobierno del duque de Sotomayor, en 1850, pasa a ser ministro de Fomento y, el año siguiente, y muy brevemente ministro de Hacienda. Más adelante, en 1856, y en el Gobierno Narváez, Manuel Seijas fue ministro de Gracia y Justicia. Nuevamente nombrado ministro de la Gobernación en 1857 acabó su carrera política en 1864, en otro Gobierno Narváez, en el que ocupó la cartera de Ultramar.
Al margen de su actividad política, fue elegido miembro de la Real Academia de la Historia en 1852 y de la Real Academia de Ciencias Morales y Políticas en 1857. Llegó a ser presidente del Senado en 1866 y 1867. La revolución de 1868 le sorprendió siendo magistrado de la Audiencia de Madrid, dimitiendo tras el triunfo de la misma.

## Obras
- Teoría de las instituciones judiciarias con proyectos formulados de códigos aplicables a España (1840-1842)
- El régimen municipal de Castilla y el influjo que ha ejercido en las instituciones de este reino (1853)